# ストレプトスポランジウム目
ストレプトスポランジウム目（Streptosporangiales）は真正細菌の放線菌門放線菌綱の目の一つである。

## 概要
好気性のグラム陽性菌である。気菌糸上に胞子の鎖又は小胞を形成する。細胞壁ペプチドグリカンはメソジアミノピメリン酸を含む。リン脂質プロファイルはPIV型で、ホスファチジルエタノールアミンを持つ場合と持たない場合があり、どちらの場合でもグルコサミンを含む。一部の菌株は好熱菌である。
16S rRNAのヌクレオチド配列におけるシグネチャーパターンは127:234(A–U)、829:857(G–C)、830:856(G–C)、953:1228(U–A)、950:1231(U–A)、955:1225(C–G)、986:1219(A–U)、及び987:1218(A–U)である。

## 歴史
- 1997年に、ストレプトスポランジウム目の前身となるストレプトスポランジウム亜目（Streptosporangineae）は、ストレプトスポランジウム科（Streptosporangiaceae）とノカルディオプシス科（Nocardiopsidaceae）、サーモモノスポラ科（Thermomonosporaceae）の3科で構成された、放線菌綱の分類項目としてStackebrandtらにより提案された[10]。
- 2009年に、Zhiらによって、放線菌綱の16S rRNA遺伝子の解析が行われ、ストレプトスポランジウム亜目の16S rRNAのシグネチャーパターンの情報の更新が行われた[16]。
- 2015年にストレプトスポランジウム目は提案された[1]。
- 2018年に、放線菌門のゲノムシーケンシングが行われ、ストレプトスポランジウム目の分類体系上の位置が系統発生学的に裏付けられた[15]。
- 2020年に新科としてTreboniaceaeが提案された[12]。

## 系統樹
現在、広く認められた分類体系はList of Prokaryotic names with Standing in Nomenclature (LPSN)に従っている。下記の系統樹は全ゲノム解析の結果に基づく。

|  | Allonocardiopsis                        |
|  |                                         |
|  | ノカルディオプシス科(Nocardiopsidaceae) |
|  |                                         |

|  | サーモモノスポラ科(Thermomonosporaceae)          |
|  |                                                  |
|  | ストレプトスポランジウム科(Streptosporangiaceae) |
|  |                                                  |

|  | Allonocardiopsis                        |
|  |                                         |
|  | ノカルディオプシス科(Nocardiopsidaceae) |
|  |                                         |

|  | サーモモノスポラ科(Thermomonosporaceae)          |
|  |                                                  |
|  | ストレプトスポランジウム科(Streptosporangiaceae) |
|  |                                                  |

|  | Allonocardiopsis                        |
|  |                                         |
|  | ノカルディオプシス科(Nocardiopsidaceae) |
|  |                                         |

|  | サーモモノスポラ科(Thermomonosporaceae)          |
|  |                                                  |
|  | ストレプトスポランジウム科(Streptosporangiaceae) |
|  |                                                  |

|  | Allonocardiopsis                        |
|  |                                         |
|  | ノカルディオプシス科(Nocardiopsidaceae) |
|  |                                         |

|  | サーモモノスポラ科(Thermomonosporaceae)          |
|  |                                                  |
|  | ストレプトスポランジウム科(Streptosporangiaceae) |
|  |                                                  |